# Ritter
Ritter (njemačka riječ za "vitez") je odrednica koja se koristila za plemstvo u njemačkom govornom području. Tradicionalno označava drugu najnižu razinu plemstva, po redu iznad plemenitog (Edler) i ispod baruna (Freiherr). Kao i kod većine plemićkih titula u njemačkom govornom području titula je bila nasljedna i općenito se koristila s plemićkom česticom von ili zu ispred obiteljskog imena.
Zbog svoje povijesne povezanosti s ratovanjem i veleposjedničkim plemstvom u srednjem vijeku, titula Ritter se može smatrati otprilike jednakom tituli viteza, ali je nasljedna poput britanske titule baronet. Supruga Rittera zvala se Frau (u ovom smislu "dama") a ne Ritterin ("viteškinja").
U heraldici se od kasnog 18. stoljeća Ritter često označavao uporabom male krune s pet šiljaka, iako svi s ovom tituom koji su imali grb nisu koristili takvu krunu. U Austrijskom Carstvu i Austro-Ugarskoj titula Ritter von dodjeljivana je građanima koji su zasluživali više od običnog von ali se nisu smatrali dovoljno zaslužnima da im se dodijeli titula baruna i označe se kao Freiherr.
Čak se i danas, članovi srednjoeuropskog Reda svetog Jurja, reda koji potječe još iz vremena cara Maksimilijana i kojeg je ponovno aktivirala kuća Habsburg nakon što ga je raspustila nacistička Njemačka, nose titulu Ritter (vitez).
Primjeri imena i titule takih osoba su: Gustav Ritter von Pongratz, Liborius Ritter von Frank, Wilhelm Ritter von Leeb, Josef Ritter von Paić, ali ne i Pavao Ritter Vitezović jer je Ritter i prezime.